# Naisten SM-sarja 2013/14
Die Saison 2013/14 war die 32. Austragung der höchsten finnischen Fraueneishockeyliga, der Naisten SM-sarja. Die Ligadurchführung erfolgt durch den finnischen Eishockeybund Suomen Jääkiekkoliitto. SM ist eine Abkürzung für suomenmestaruus (deutsch: Finnische Meisterschaft).

## Modus
Zunächst spielten alle Mannschaften eine Doppelrunde mit zwei Hin- und Rückspielen. Die letzten beiden Mannschaften dieser Runde nahmen an der Relegation mit Vertretern der zweithöchsten Liga teil. Die beiden besten Teams waren direkt für das Halbfinale qualifiziert. Die anderen vier spielten untereinander die zwei weiteren Halbfinalplätze aus. Die Play-offs wurden im Modus Best-of-Five durchgeführt. Um den Platz 3 gab es lediglich ein Spiel.

## Hauptrunde
Die Vorrunde wurde mit allen Teilnehmern in einer einfachen Hin- und Rückrunde ausgetragen. Die Mannschaften auf den ersten sechs Plätzen qualifizierten sich für die Finalrunde. Die letzten zwei mussten um den Klassenerhalt in der Relegation kämpfen.

### Tabelle
| Platz | Name            | Spiele | S3 | S2 | N1 | N0 | Tore    | Punkte |
| ----- | --------------- | ------ | -- | -- | -- | -- | ------- | ------ |
| 1.    | Espoo Blues     | 28     | 26 | 0  | 0  | 2  | 165:042 | 78     |
| 2.    | JYP Jyväskylä   | 28     | 18 | 1  | 1  | 8  | 108:053 | 57     |
| 3.    | Kärpät Oulu     | 28     | 16 | 2  | 2  | 8  | 100:067 | 54     |
| 4.    | HPK Hämeenlinna | 28     | 12 | 0  | 1  | 15 | 065:078 | 37     |
| 5.    | Tampereen Ilves | 28     | 11 | 1  | 1  | 15 | 086:093 | 36     |
| 6.    | KalPa Kuopio    | 28     | 8  | 3  | 2  | 15 | 089:115 | 32     |
| 7.    | Team Oriflame   | 28     | 8  | 2  | 3  | 15 | 069:100 | 31     |
| 8.    | KJT Hockey      | 28     | 2  | 2  | 1  | 23 | 050:184 | 11     |

### Topscorer
Abkürzungen: Sp = Spiele, T = Tore, V = Assists, Pkt = Punkte, SM = Strafminuten; Fett: Bestwert
| Spieler          | Mannschaft  | Sp | T  | V  | Pkt | SM |
| ---------------- | ----------- | -- | -- | -- | --- | -- |
| Linda Välimäki   | Blues       | 28 | 32 | 39 | 71  | 8  |
| Annina Rajahuhta | Blues       | 25 | 23 | 43 | 66  | 20 |
| Emma Nuutinen    | Blues       | 25 | 24 | 30 | 54  | 8  |
| Saila Saari      | JYP         | 28 | 20 | 32 | 52  | 10 |
| Jenni Hiirikoski | JYP         | 25 | 20 | 26 | 46  | 12 |
| Noora Tulus      | Blues / KJT | 24 | 19 | 21 | 40  | 12 |
| Tanja Niskanen   | KalPa       | 28 | 18 | 21 | 39  | 36 |
| Venla Hovi       | KalPa       | 25 | 19 | 16 | 35  | 34 |
| Riikka Noronen   | HPK         | 28 | 15 | 19 | 34  | 18 |
| Tiina Paananen   | JYP         | 28 | 17 | 14 | 31  | 8  |

## Relegation
In der Relegation traten die beiden Letzten der Naisten SM-sarja gegen die Besten der Divisioona an.
| Platz | Name          | Spiele | S3 | S2 | N1 | N0 | Tore  | Punkte |
| ----- | ------------- | ------ | -- | -- | -- | -- | ----- | ------ |
| 1.    | KJT           | 10     | 9  | 0  | 0  | 1  | 66:25 | 27     |
| 2.    | Team Oriflame | 10     | 9  | 0  | 0  | 1  | 74:12 | 27     |
| 3.    | RoKi          | 10     | 4  | 1  | 0  | 5  | 27:29 | 14     |
| 4.    | Lukko         | 10     | 4  | 0  | 1  | 5  | 43:38 | 13     |
| 5.    | RJK           | 10     | 2  | 0  | 1  | 7  | 33:67 | 7      |
| 6.    | Salo HT       | 10     | 0  | 1  | 0  | 9  | 15:87 | 2      |

## Play-offs

### Viertelfinale
In den Viertelfinalspielen vom 25. Februar bis 3. März 2014 qualifizierten sich neben den bereits gesetzten Mannschaften die Teams aus Hämeenlinna und Oulu.
|                                 | Serie | 1                   | 2                   | 3                   | 4                   | 5                         |
| ------------------------------- | ----- | ------------------- | ------------------- | ------------------- | ------------------- | ------------------------- |
| Kärpät Oulu – KalPa Kuopio      | 3:0   | 6:2 (-:-, -:-, -:-) | 3:0 (-:-, -:-, -:-) | 5:1 (-:-, -:-, -:-) | –                   | –                         |
| HPK Hämeenlinna – Ilves Tampere | 3:2   | 2:4 (-:-, -:-, -:-) | 3:2 (-:-, -:-, -:-) | 0:1 (-:-, -:-, -:-) | 5:2 (-:-, -:-, -:-) | 2:1 n. V. (-:-, -:-, -:-) |

### Halbfinale
Die Spiele des Halbfinales fanden am 5., 6. und 8. März 2014 nach dem Modus Best-of-Five statt. Es wurden jeweils drei Spiele ausgetragen.
|                               | Serie | 1                   | 2                   | 3                   | 4 | 5 |
| ----------------------------- | ----- | ------------------- | ------------------- | ------------------- | - | - |
| JYP Jyväskylä – Kärpät Oulu   | 3:0   | 4:0 (1:0, 1:0, 2:0) | 2:1 (1:0, 0:1, 0:1) | 5:0 (2:0, 1:0, 2:0) | – | – |
| Espoo Blues – HPK Hämeenlinna | 3:0   | 5:3 (-:-, -:-, -:-) | 9:2 (-:-, -:-, -:-) | 1:0 (-:-, -:-, -:-) | – | – |

### Spiel um Platz 3
Um den dritten Platz wurde lediglich ein Spiel ausgetragen. 
| 15. März 2014 16:00 Uhr | Kärpät Oulu | 0:2 (0:0, 0:0, 0:2) Spielbericht | HPK Hämeenlinna | Energia areena, Oulu |

### Finale
Die Finalserie wurde am 2., 5., 6., 9. und 12. April 2014 ausgetragen. Die Entscheidung fiel erst nach fünf Spielen.
|                             | Serie | 1                   | 2                   | 3                   | 4                   | 5                   |
| --------------------------- | ----- | ------------------- | ------------------- | ------------------- | ------------------- | ------------------- |
| Espoo Blues – JYP Jyväskylä | 3:2   | 6:0 (2:0, 3:0, 1:0) | 2:5 (1:1, 0:1, 1:3) | 4:1 (2:0, 2:0, 0:1) | 2:6 (1:2, 1:2, 0:2) | 3:1 (0:0, 0:0, 3:1) |

### Kader des Finnischen Meisters
| Finnischer Meister Espoo Blues | Torhüter: Mari Koivisto, Isabella Portnoj Verteidiger: Mari Ahvensalmi, Matilda Eriksson, Mira Huhta, Mariia Posa, Essi Sievers, Emma Terho, Minnamari Tuominen Stürmer: Emmi Jokipelto, Nea Katajamäki, Salla Korhonen, Emma Nuutinen, Enni Pohjola, Sanna Ponnikas, Christine Posa, Annina Rajahuhta, Susanna Ratinen, Nea Ruuskanen, Noora Tulus, Uche Udeh, Linda Välimäki Trainerstab: Sami Haapanen, Tiia Reima, Jesse Ihalainen |

### Topscorer
Abkürzungen: Sp = Spiele, T = Tore, V = Assists, Pkt = Punkte, SM = Strafminuten; Fett: Bestwert
| Spieler            | Mannschaft | Sp | T | V  | Pkt | SM |
| ------------------ | ---------- | -- | - | -- | --- | -- |
| Linda Välimäki     | Blues      | 8  | 8 | 10 | 18  | 4  |
| Riikka Välilä      | JYP        | 8  | 5 | 11 | 16  | 12 |
| Minnamari Tuominen | Blues      | 8  | 5 | 9  | 14  | 6  |
| Annina Rajahuhta   | Blues      | 8  | 5 | 6  | 11  | 14 |
| Jenni Hiirikoski   | JYP        | 8  | 3 | 8  | 11  | 4  |
| Hanna Honkonen     | HPK        | 9  | 1 | 9  | 10  | 6  |
| Sanni Hakala       | JYP        | 8  | 6 | 3  | 9   | 6  |
| Riikka Noronen     | HPK        | 9  | 2 | 7  | 9   | 4  |

## Auszeichnungen
- Spielerin des Jahres: Jenni Hiirikoski (JYP)
- Play-off-MVP: Linda Välimäki (Blues)
- Beste Stürmerin Linda Välimäki (Blues)
- Beste Verteidigerin: Jenni Hiirikoski (JYP)
- Beste Torhüterin: Meeri Räisänen
- Rookie-of-the-Year: Marjut Klemola
- Trainer des Jahres: Sami Haapanen
- All-Star-Team: Meeri Räisänen (G); Jenni Hiirikoski (D) – Anna Kilponen (D); Annina Rajahuhta (RW) – Linda Välimäki (C) – Emma Nuutinen (RW)[2]